# Can Giralt (Sant Pere de Ribes)
Can Giralt és una obra del municipi de Sant Pere de Ribes (Garraf) protegida com a bé cultural d'interès local.

## Descripció
Es tracta d'un conjunt de diverses edificacions, organitzades al voltant d'un pati central i unides per una tanca. El cos principal té dos accessos, la façana que dona a la carretera i també un altre de posterior.
És d'estructura basilical i té la coberta de teula, a dues vessants i a doble nivell. La façana, de composició simètrica i senzilla, té a la planta baixa la porta d'accés d'arc escarser centrada, i als costats dues finestres rectangulars. El primer pis presenta tres obertures allindanades, dues finestres als costats i un balcó al centre, amb barana de ferro.
A la part superior hi ha un rellotge de sol i una obertura ovalada. L'acabament de la façana és sinuós, amb cornisa. A la part dreta d'aquesta façana hi ha una capella, bastida en una etapa posterior a la de la construcció original.

## Història
Can Giralt, també coneguda amb el nom de "Casa Roja", és un edifici bastit durant el segle xviii. En una de les construccions que hi ha al voltant del pati posterior, figura a la façana la data de 1770.